# Орталанка
Ортала́нка (Орталанская речка; укр. Орталанка, крымскотат. Ortalan, Орталан) — река в Белогорском районе Крыма, правый приток реки Су-Индол. Длина реки 6,3 километра, площадь водосборного бассейна 16,2 км². Имеет левый приток — реку Чамар.

## Течение
Исток реки, согласно книге «Реки и Озёра Крыма», находится под восточными склонами вершины Орта-Сары Главной гряды Крымских гор (фактически — Сугут-Оба, им считается Сулдережский (другие названия — Чешме, Корыта, Япулганский) родник, расположенный на левом склоне оврага Суук-Дереси (также Сулдере, Орталанка, Глубокая балка), на высоте 606 метров над уровнем моря. Течёт, общим направлением, на север, вдоль реки проходит старинная дорога через перевал Маски в Междуречье.
Орталанка протекает через село Земляничное, от прежнего названия которого (Орталан) и произведено имя реки; вариант Чамар, фигурирующий на большинстве карт, приведён в книге «Географические названия: Краткий словарь».
У реки, согласно справочнику «Поверхностные водные объекты Крыма», 3 безымянных притока длиной менее 5 километров; Николай Рухлов в работе «Обзор речных долин горной части Крыма» 1915 года упоминает левый приток балку Абдарма — очень крутой горный овраг, перекрытый плотиной, улавливающей воду из многочисленных родников, суммарно дающих в то время 700 тысяч вёдер воды в сутки. Орталанка впадает в Су-Индол в 14 километрах от устья, у села Еленовка, с южной стороны шоссе 35К-003 Симферополь — Феодосия.